# Apeadero de Moimenta-Alcafache
El Apeadero de Moimenta-Alcafache, igualmente conocido como Estación de Moimenta-Alcafache o Apeadero de Moimenta, es una infraestructura de la línea de Beira Alta, que sirve a la parroquia de Moimenta de Maceira Dão, en el distrito de Viseu, en Portugal.

## Características y servicios
Este apeadero es utilizado por servicios Regionales, asegurados por la operadora Comboios de Portugal.

## Historia
La línea de Beira Alta, en la cual el apeadero se inserta, fue abierta a la explotación en junio de 1882. En 1932, fue aquí instalada una báscula de 30 toneladas.

### Desastre Ferroviario de Moimenta-Alcafache
El 11 de septiembre de 1985, se dio, en las proximidades de esta plataforma, que en la altura tenía la clasificación de estación, el peor accidente ferroviario ocurrido en Portugal, cuando dos composiciones colisionan, produciendo cerca de 150 muertos.